# فرانشيسكو أولازار
فرانشيسكو أولازار (بالإسبانية: Francisco Olazar) (10 يوليو 1885 - 21 سبتمبر 1958) لاعب كرة قدم أرجنتيني أجاد اللعب في مركز قلب الدفاع وبعدها انتقل إلى مهنة التدريب . لعب ودرب منتخب الأرجنتين .
كان أولازار لاعبا في نادي راسينغ الذي سيطر على كرة قدم الأرجنتينية في بداية القرن العشرين . شارك مع منتخب بلاده في 18 مباراة دولية بما فيها أول بطولتين لكأس أمريكا الجنوبية سنتي 1916 و1917 .
بعد اعتزاله اللعب انتقل إلى مهنة التدريب ودرب منتخب الأرجنتين في بطولة كأس العالم لكرة القدم 1930 حيث قاده مع المدير التقني خوان خوسيه تراميوتولا لتحقيق المركز الثاني خلف المستضيف المتوج بالبطولة منتخب الأوروغواي .

## الألقاب

### نادي راسينغ
الدرجة الممتازة (8) : 1913 ، 1914 ، 1915 ، 1916 ، 1917 ، 1918 ، 1919 ، 1921 .

## وصلات خارجية
- فرانشيسكو أولازار على موقع قاعدة بيانات كرة القدم.إي يو (الإنجليزية)
- فرانشيسكو أولازار على موقع ناشيونال فوتبول تيمز (الإنجليزية)
- فرانشيسكو أولازار على موقع عالم كرة القدم.نت (الإنجليزية)

- ان السيرة عبر تودو راسينغ نسخة محفوظة 7 يوليو 2011 على موقع واي باك مشين. باللغة الإسبانية